# Preferencia declarada
La preferencia declarada o preferencia anunciada, a diferencia de la preferencia revelada, es una metodología de adquisición de datos basada en las preferencias de selección de un usuario sobre opciones que no existen en la realidad, es decir que el usuario nunca ha experimentado. Esta metodología es muy utilizada en economía para conocer la reacción de consumo de las personas ante nuevas opciones, basados en la teoría de utilidad. En ingeniería de transporte también es muy utilizada para conocer el posible uso de una línea de metro o cualquier otra infraestructura de transporte.